# Онишковцы (Тернопольская область)
Онишковцы (укр. Онишківці) — село в Шумской городской общине Кременецкого района Тернопольской области Украины.
До 2020 года входило в Шумский район.
Население по переписи 2001 года составляло 665 человек. Почтовый индекс — 47174. Телефонный код — 3558.